# 크래커 잭

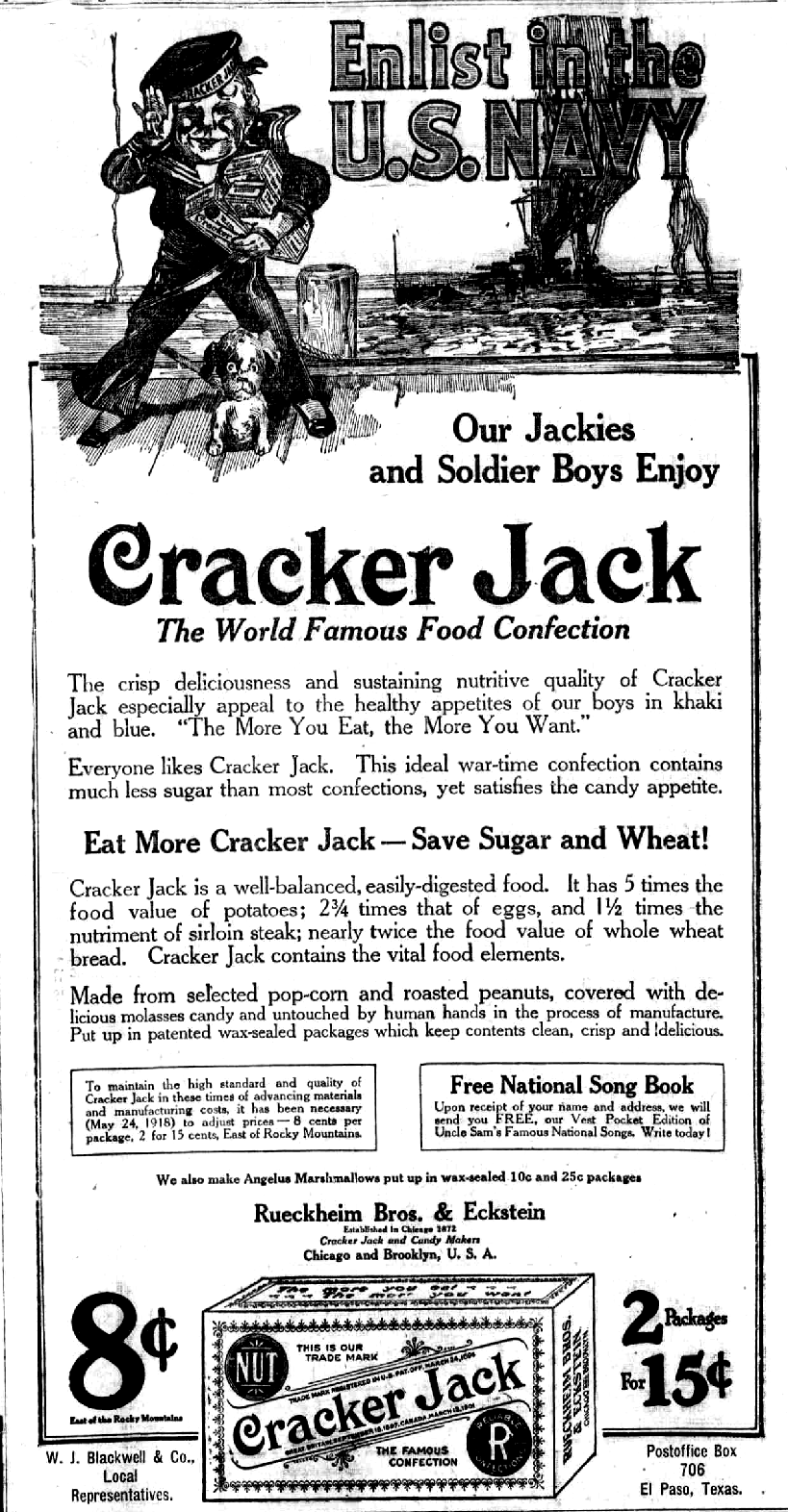
1918년 크래커 잭 광고

크래커 잭(Cracker Jack)은 당밀 맛이 나는 카라멜이 코팅된 팝콘과 땅콩으로 구성된 미국의 간식 브랜드이다. 크래커 잭은 1896년 상표 등록되었다. 그 해에 "The More You Eat The More You Want"(더 많이 먹을수록 더 많이 원한다)라는 슬로건 또한 등록되었다. 일부 음식 역사가들은 최초의 정크 푸드로 간주한다.